# 长锥序荛花
长锥序荛花（学名：Laplacea longipaniculata）为山茶科南美大头茶属的植物，是中国的特有植物。分布在中国大陆的广西等地，生长于海拔500米的地区，多生于山顶密林岩石上，目前尚未由人工引种栽培。